# DSEI

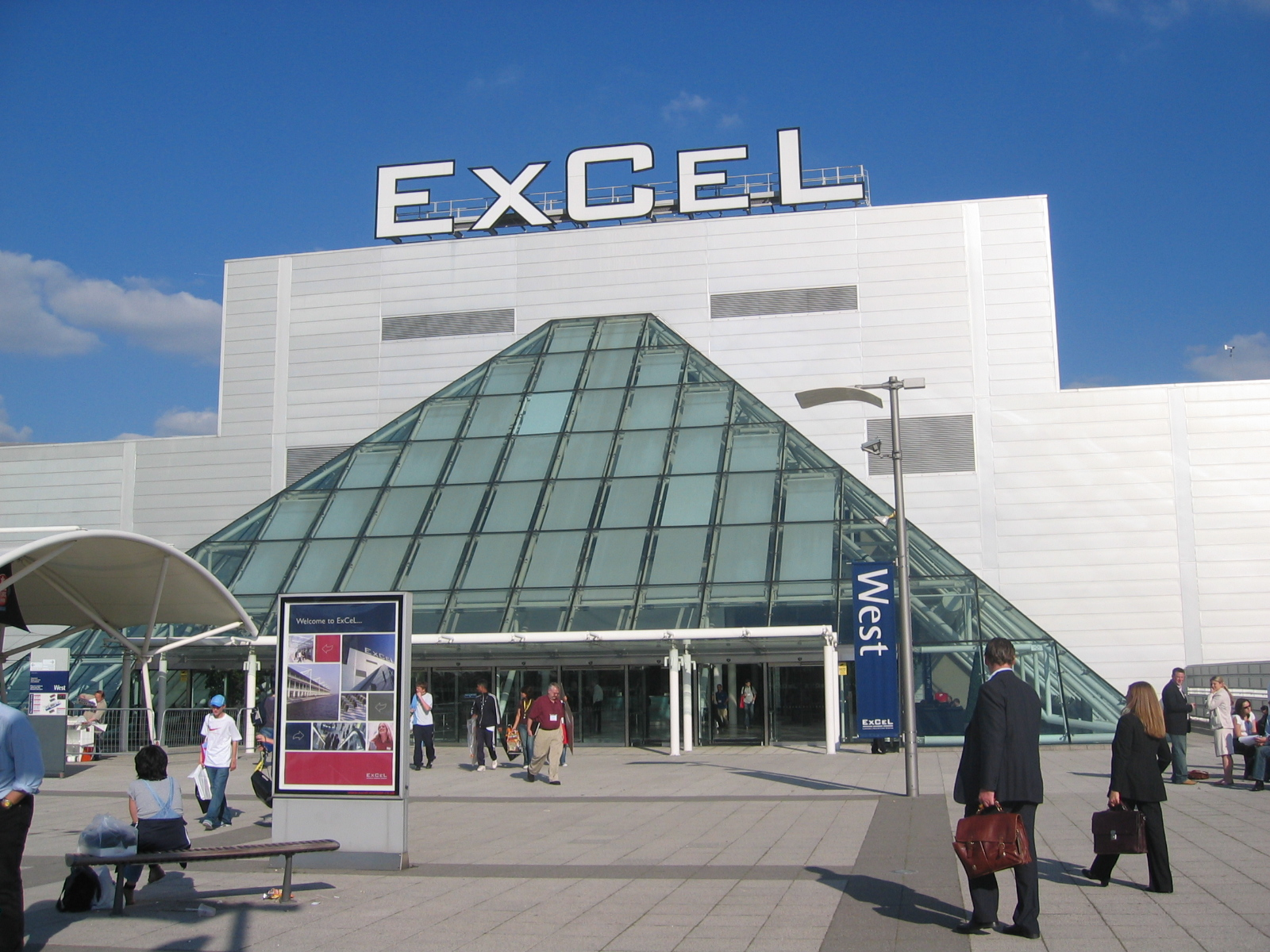
Західний вхід до Виставкового центру ExCeL

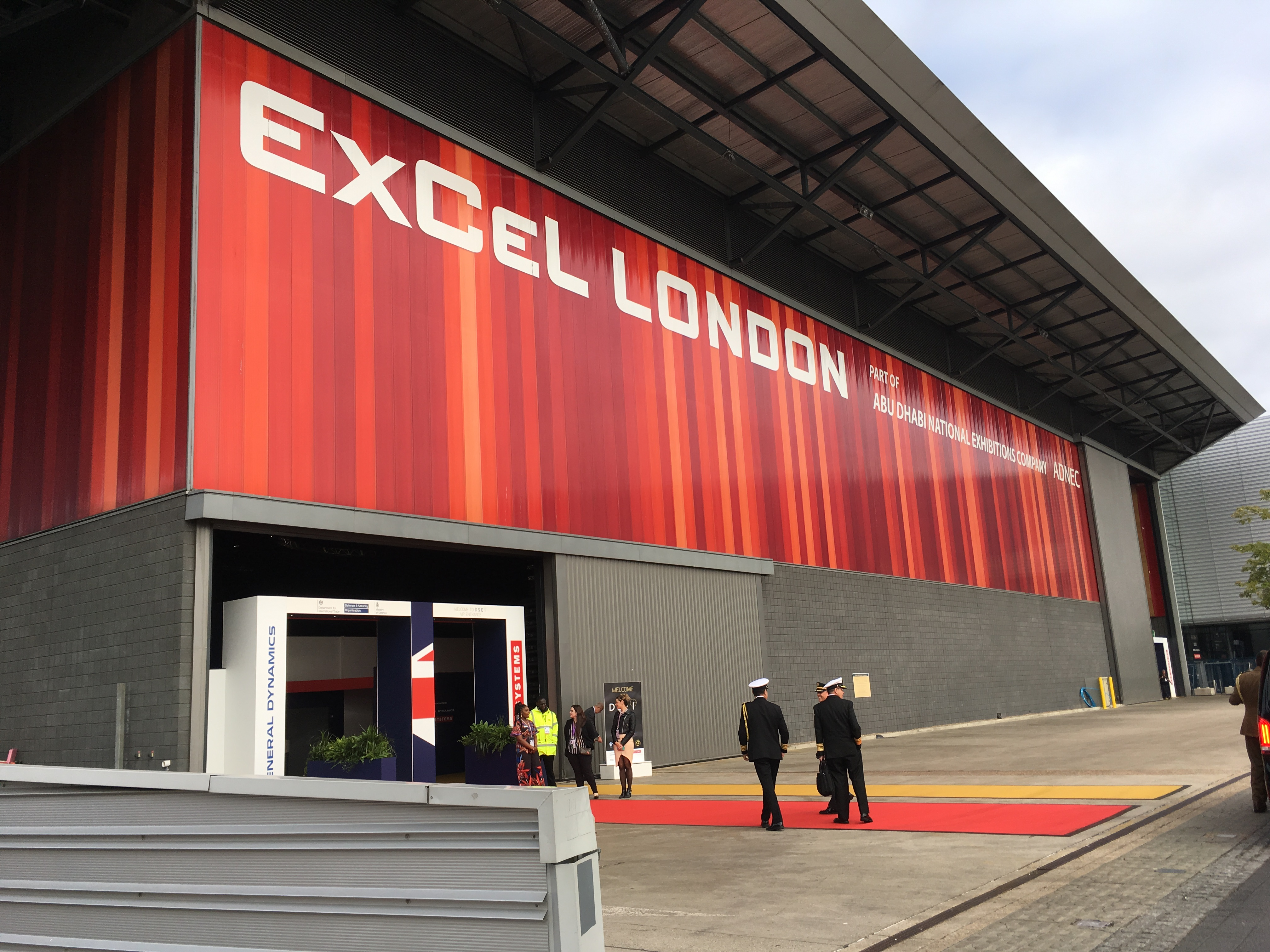
VIP-вхід на DSEI 2019

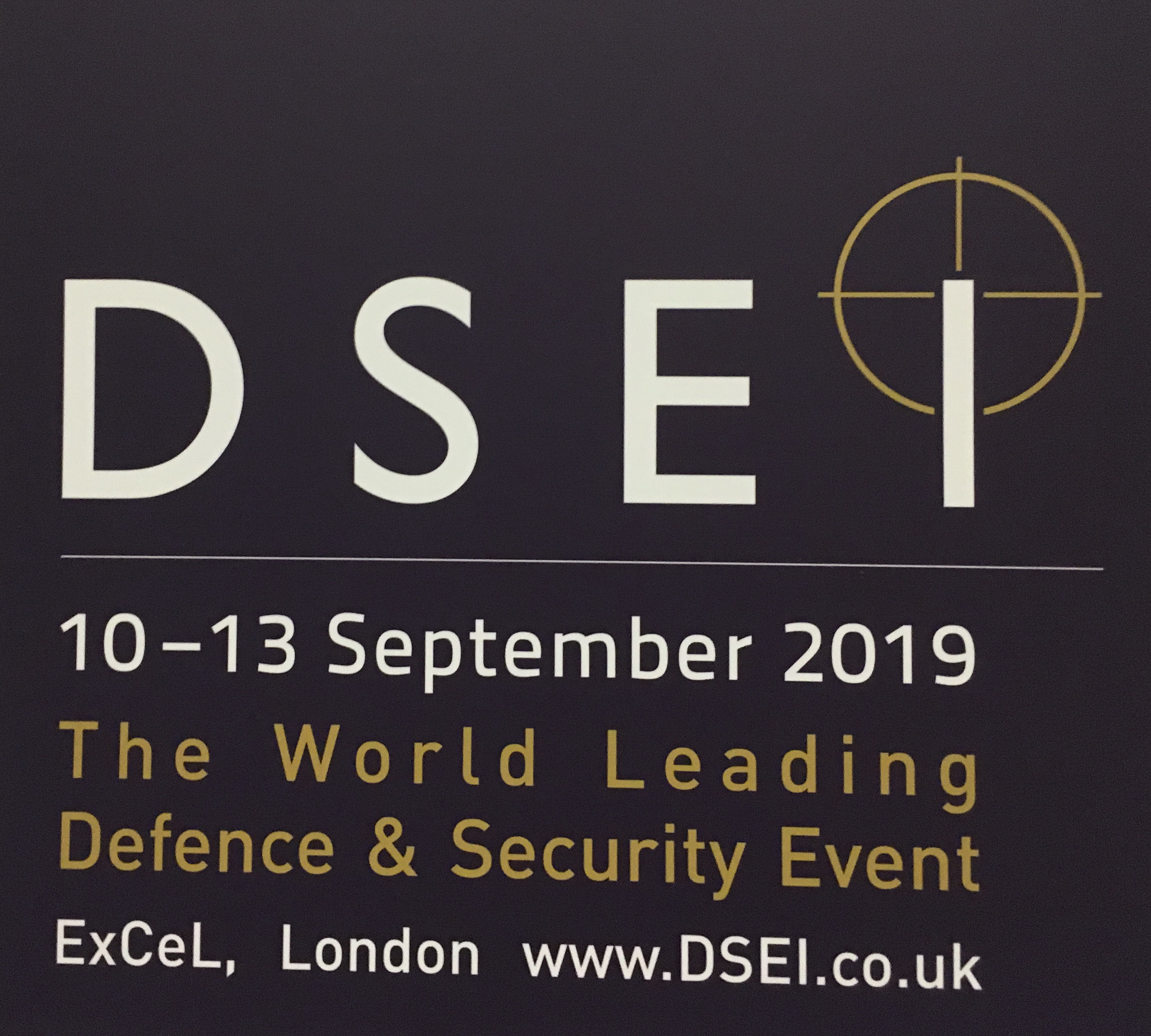
Логотип DSEI 2019

DSEI (англ. Defence Security and Equipment International Exhibition and Conference) — Міжнародна виставка-ярмарок озброєнь, яка з 1999 р. раз у 2 роки проводиться у Лондоні. На відміну від Міжнародної виставки озброєнь у Парижі Євросаторі (англ. Eurosatory) DSEI як альтернатива проводиться по непарних роках.

## Особливості DSEI
З 2001 р. місцем проведення DSEI є Виставковий центр Лондона (англ. ExCeL Exhibition Centre London) — центр виставок та конференцій, а також споруда літніх Олімпійських та Паралімпійських ігор 2012 у районі Лондона, що має напівофіційну назву Доклендс (англ. London Docklands). Площа внутрішніх приміщень становить 400 000 м².
Тривалість виставки DSEI — один тиждень. Експонати розміщуються у північній та південній залах, які сполучаються між собою чисельними проходами через велику проміжну залу, де розташовані кафе, ресторани, зони для спілкування тощо. З південної зали передбачені виходи до причалів, які дозволяють забезпечити швартування кораблів (фрегатів, есмінців тощо), що беруть участь у виставці. На прилеглій акваторії проводяться демонстрації застосування військово-морської техніки. Поряд з будівлею Виставкового центру знаходиться також майдан для демонстрації авіаційної та сухопутної техніки. Прохід до Виставкового центру можливий через Західний та Східний входи. Східний вхід сполучається з наземною станцією Доклендського легкого метро Принц-Ріджент (англ. Prince Regent).
Проведення DSEI постійно супроводжується протестами, найбільша активність яких спостерігається у підготовчий період завезення експонатів.

## DSEI 2019
20-та ювілейна виставка DSEI проходила з 10 по 13 вересня 2019 р., на ній було представлено сухопутні, авіаційні, військово-морські зразки озброєння та військової техніки понад 1700 компаній. Проведено демонстрації сценаріїв бойового застосування безекіпажних надводних суден, наземних роботизованих платформ, представлено прототип винищувача 6-го покоління BAE Systems Tempest. За попередньою реєстрацією відвідувачі могли піднятися на борт кораблів HMS Argyll (Велика Британія), HNLMS Zeeland (P841) (Нідерланди) та ін.
В рамках виставки відбулися чисельні тематичні конференції, а також засідання Міжвидових груп НАТО з розвитку спроможностей JCG GBAD та JCG VL Конференції національних директорів озброєнь CNAD.

## Галерея

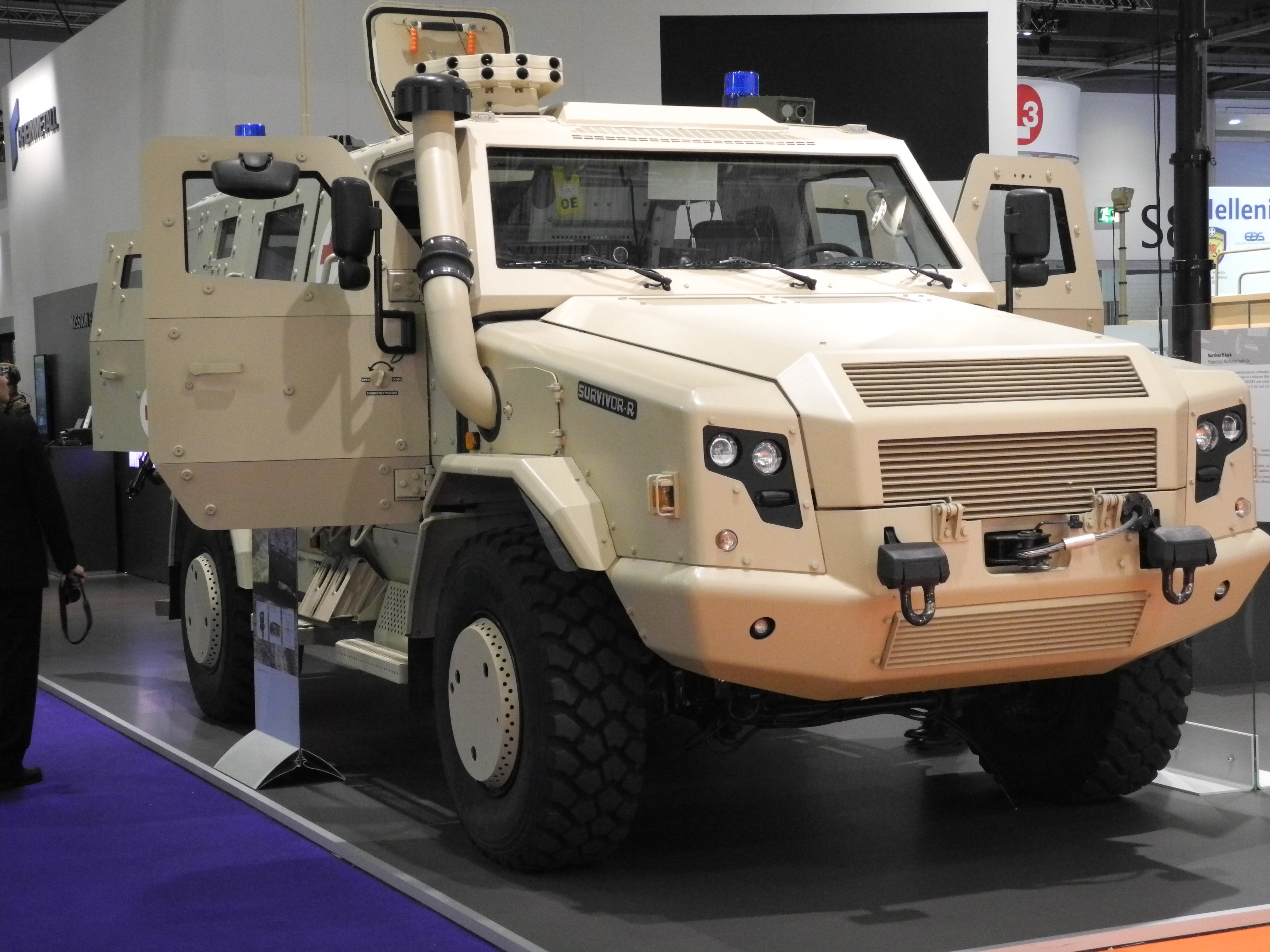
Експонат DSEI 2015
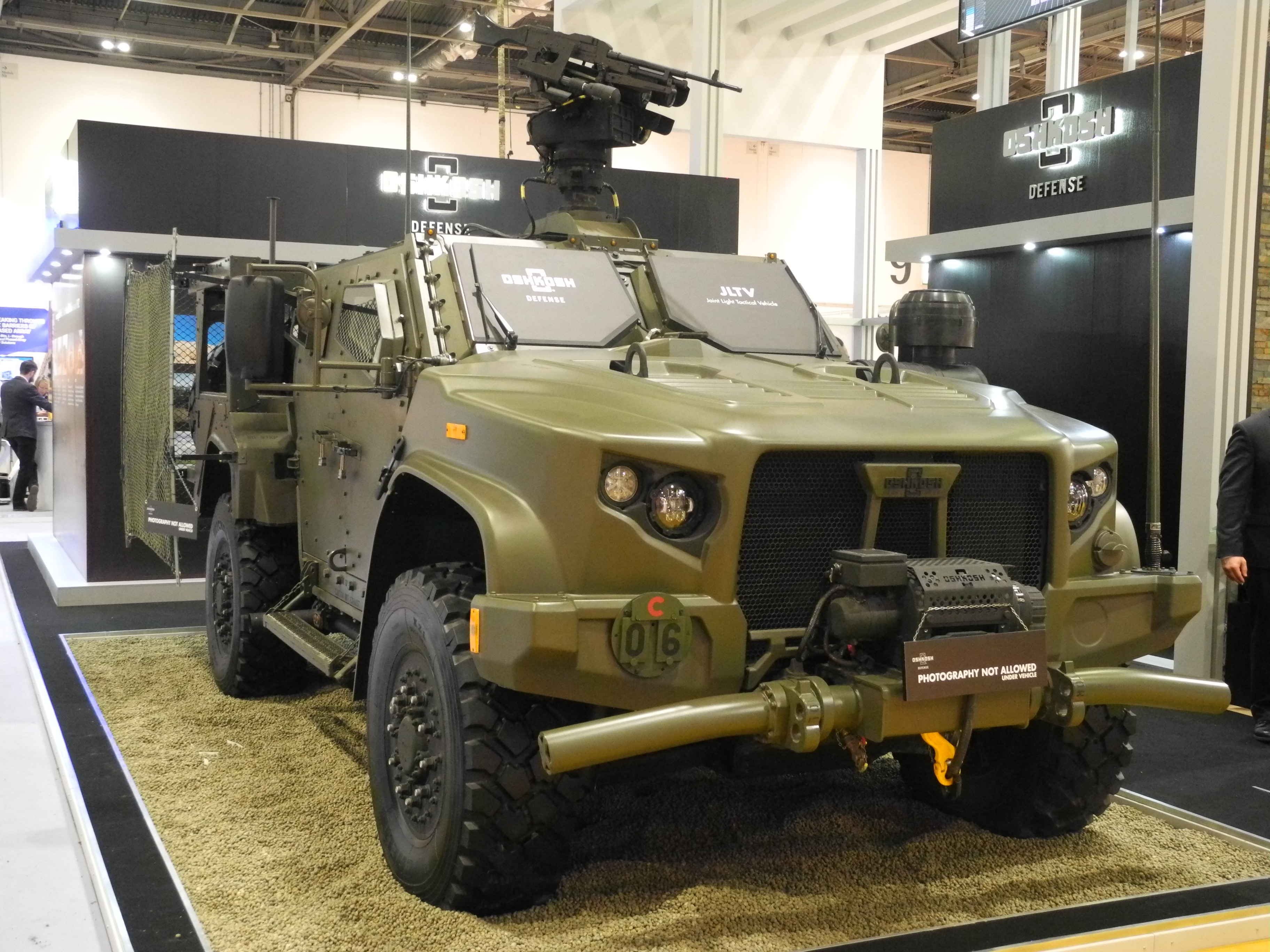
DSEI 2017
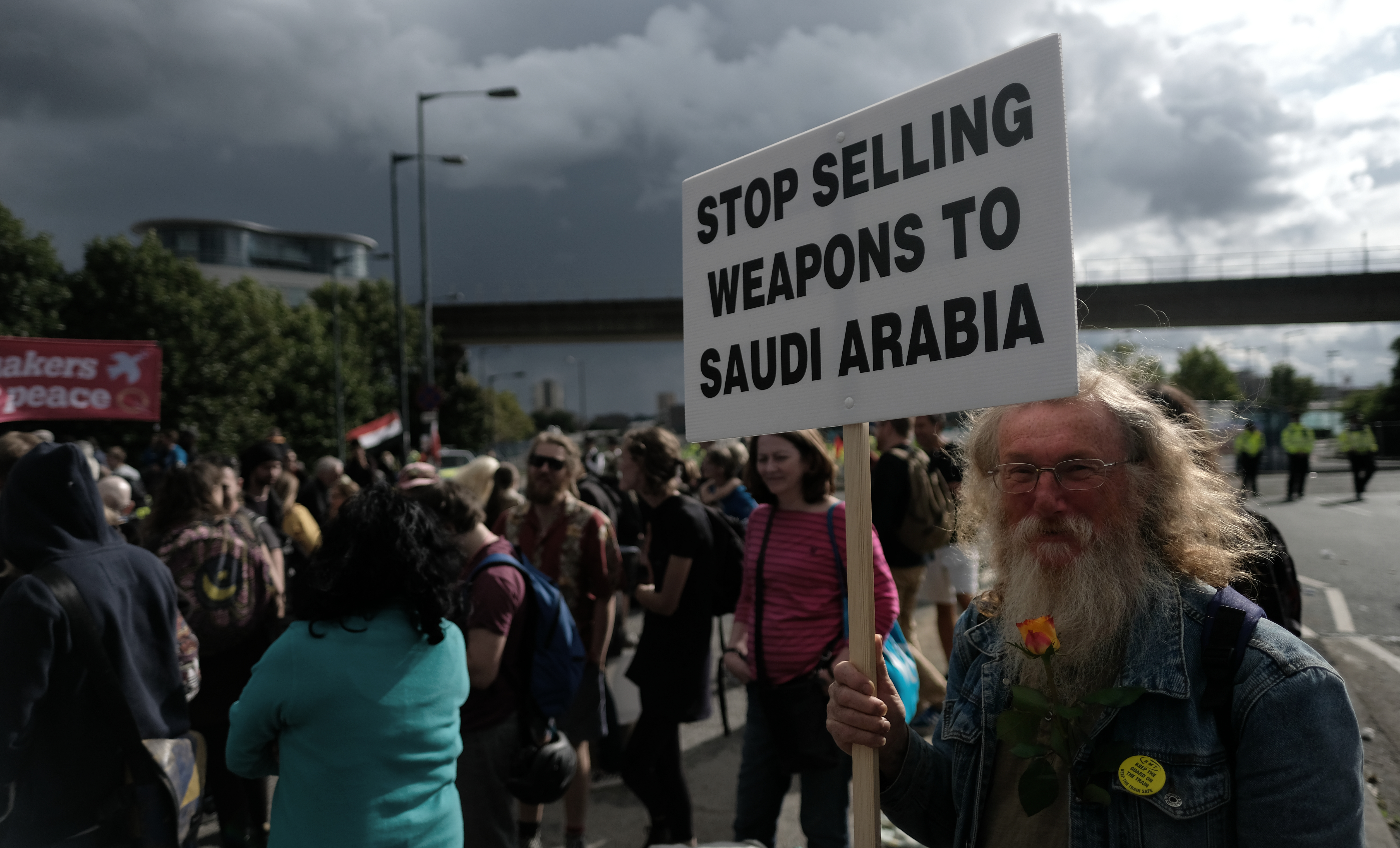
Протести проти DSEI, 9 вересня 2017 р.
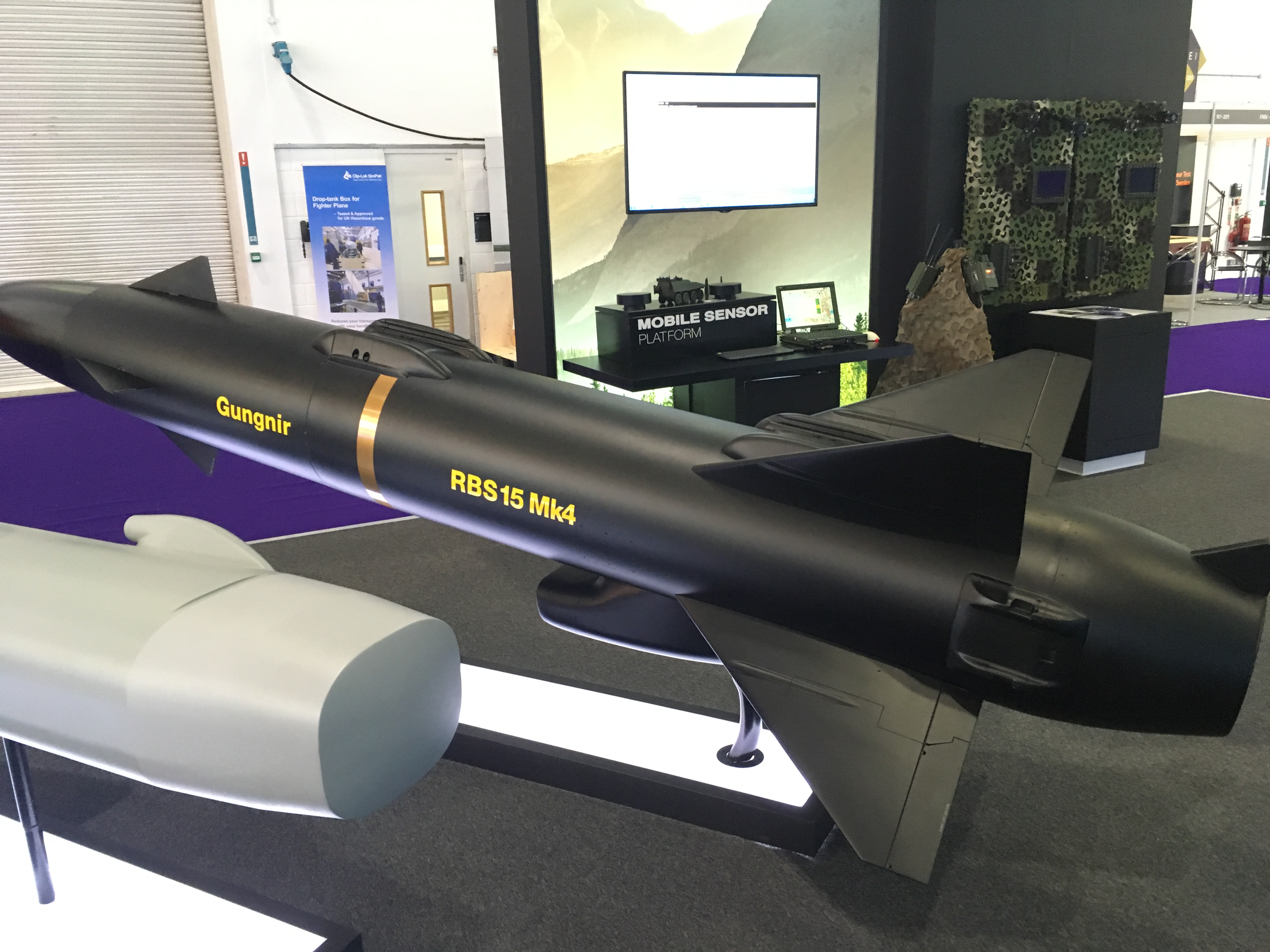
RBS-15 Mk4 на DSEI 2019
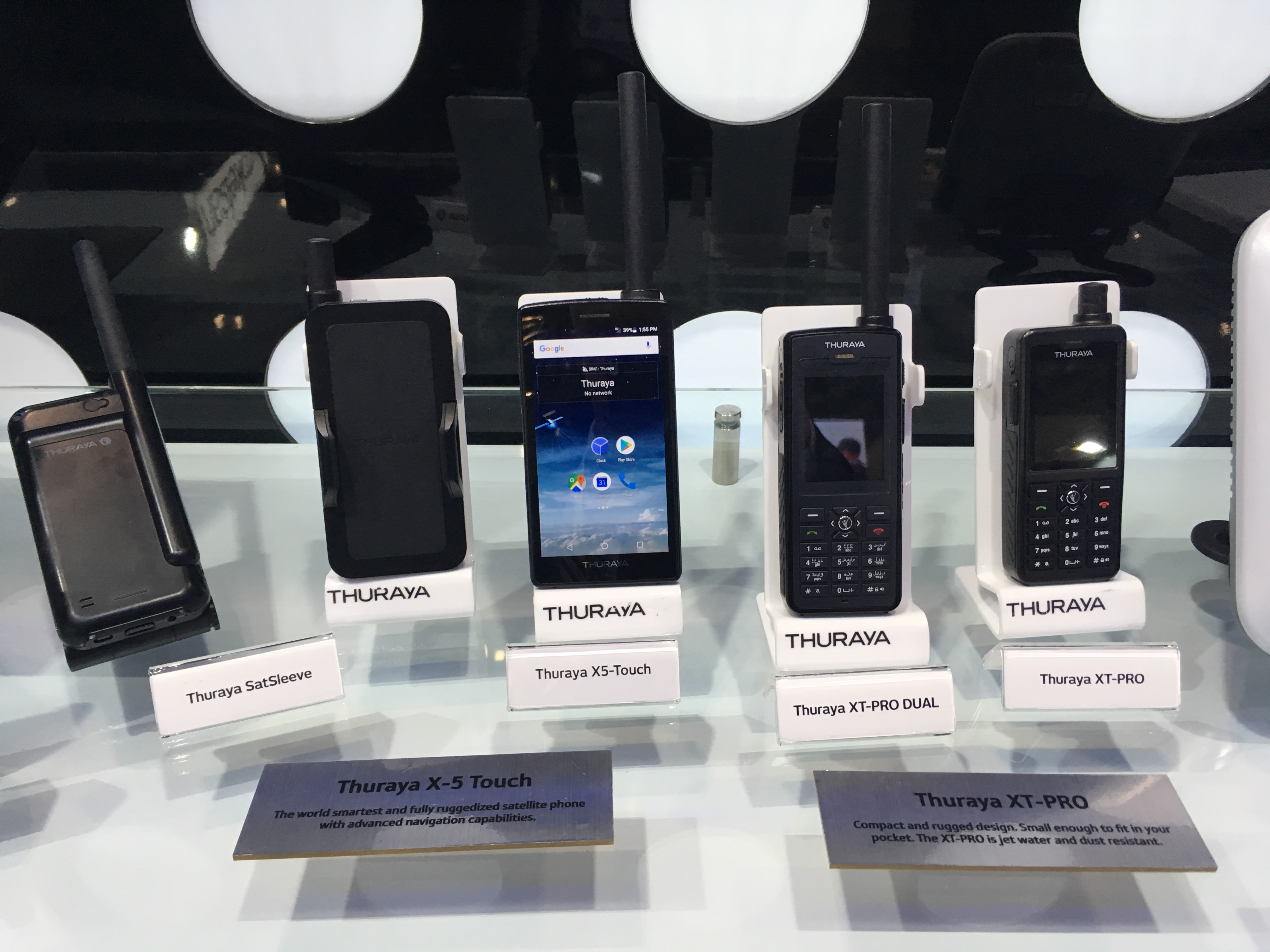
Термінали Thuraya на DSEI 2019
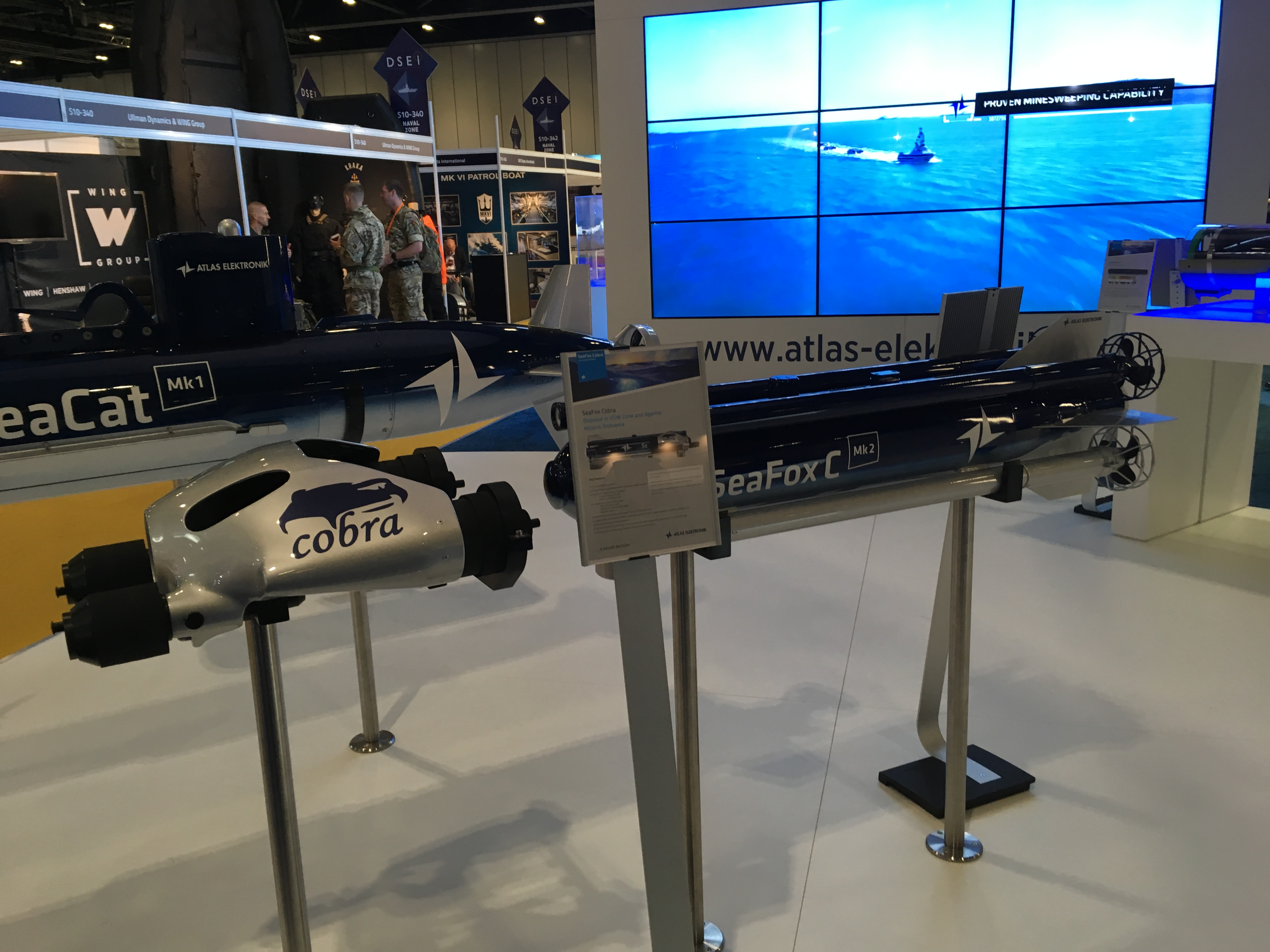
SeaFoxC Mk2 на DSEI 2019, 12 вересня 2019
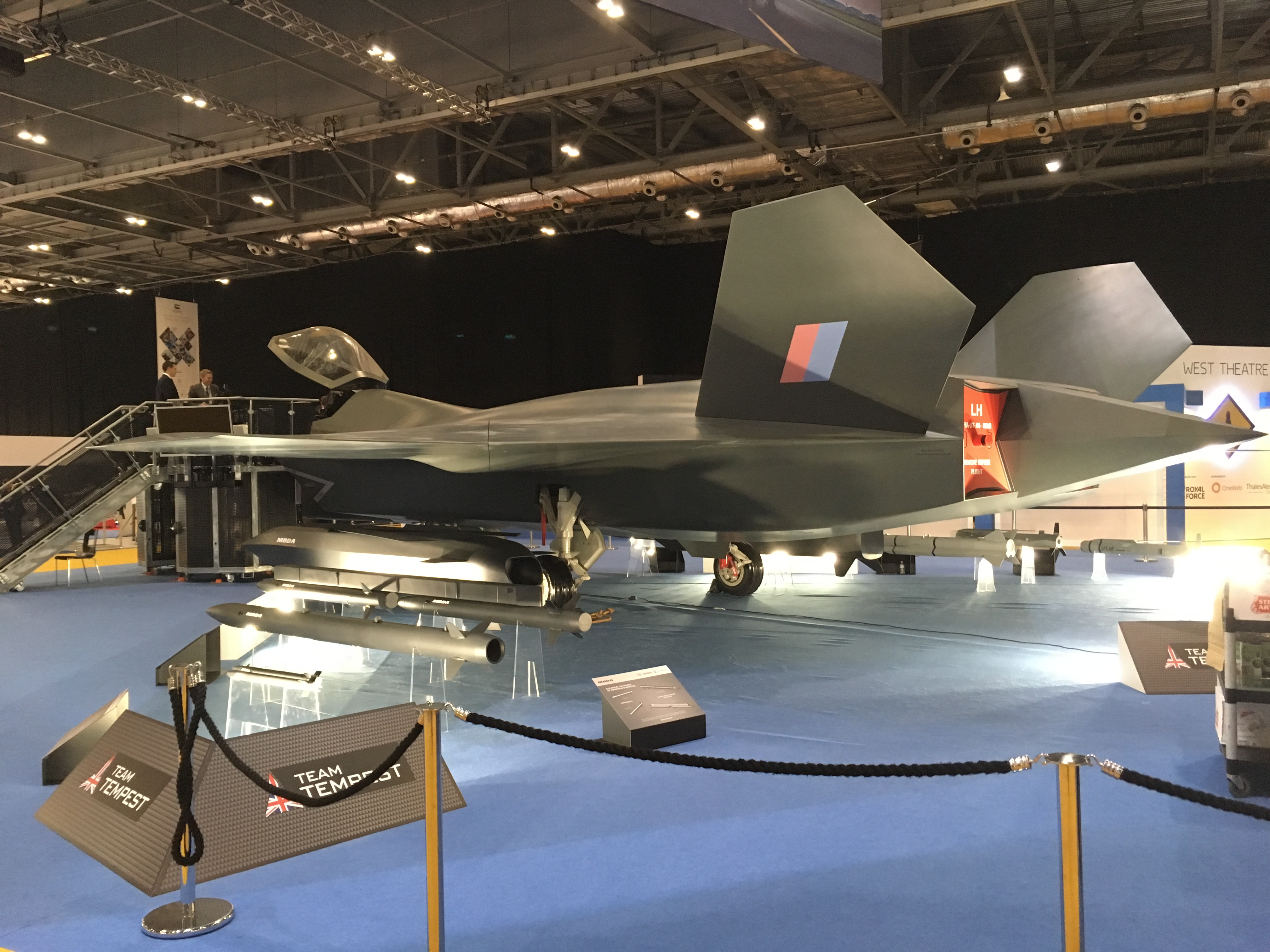
BAE Systems Tempest на DSEI 2019
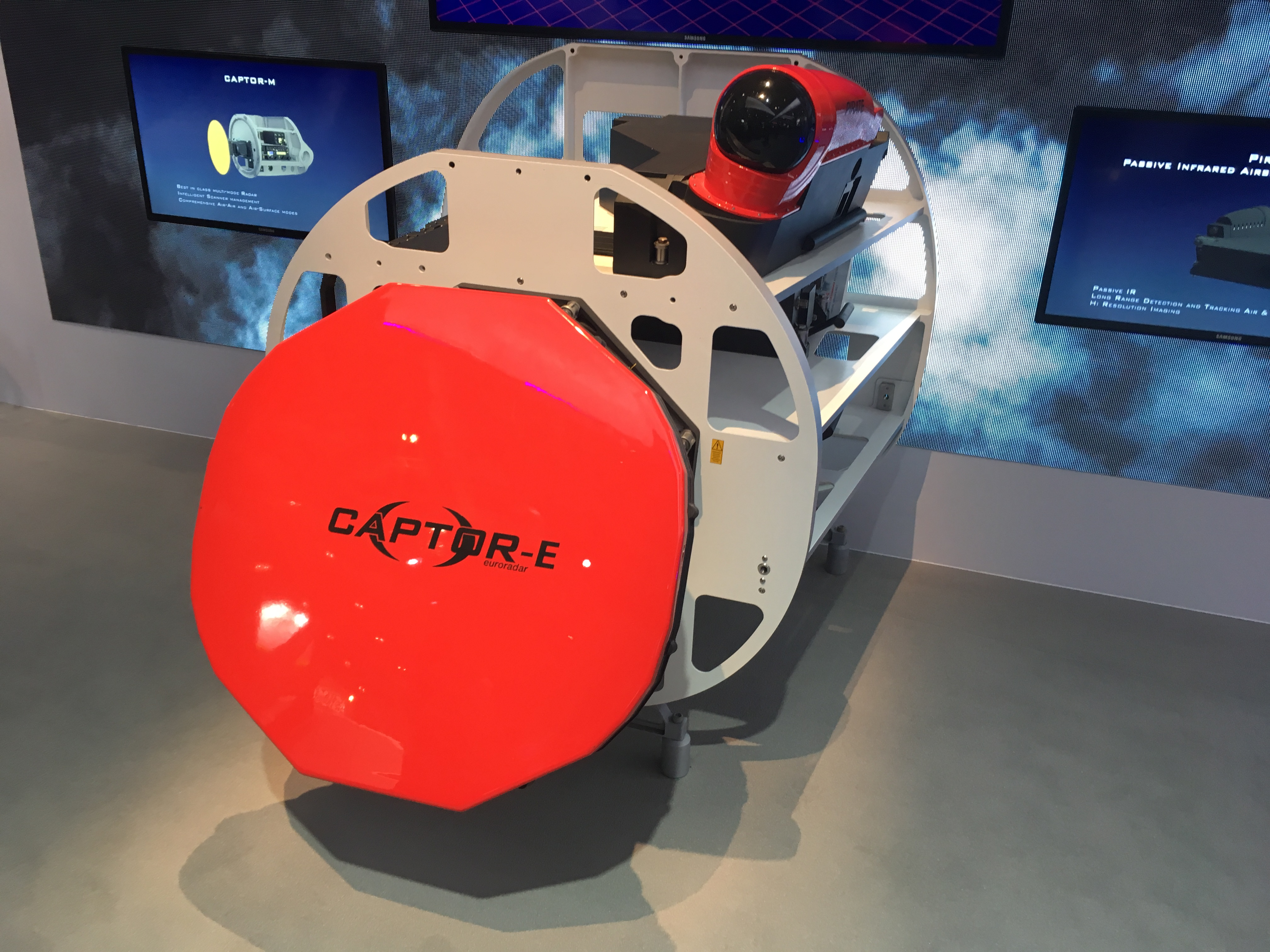
РЛС CAPTOR-E, DSEI 2019
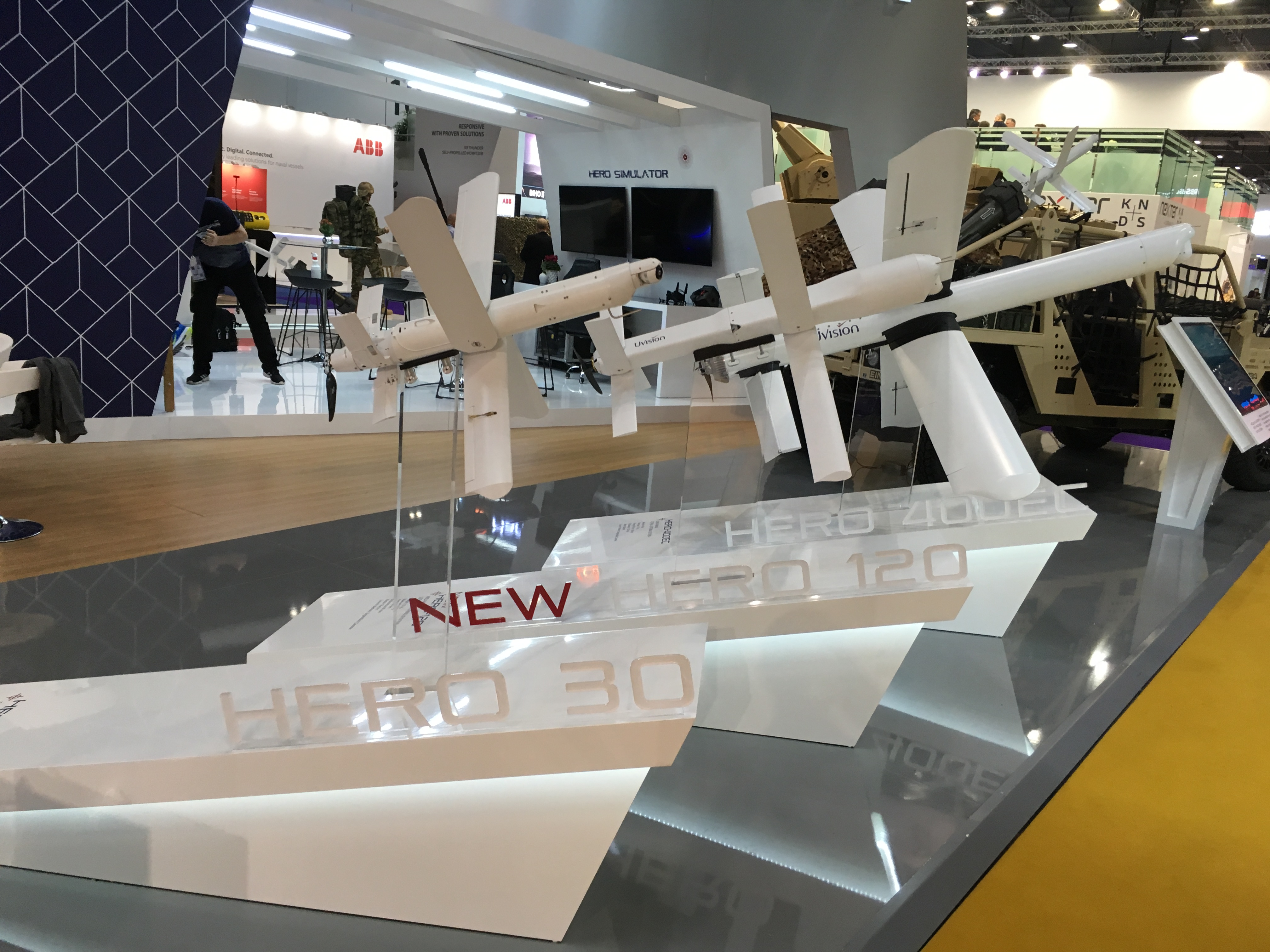
Баражуючі боєприпаси HERO (UVision Air Ltd, Ізраїль), DSEI 2019
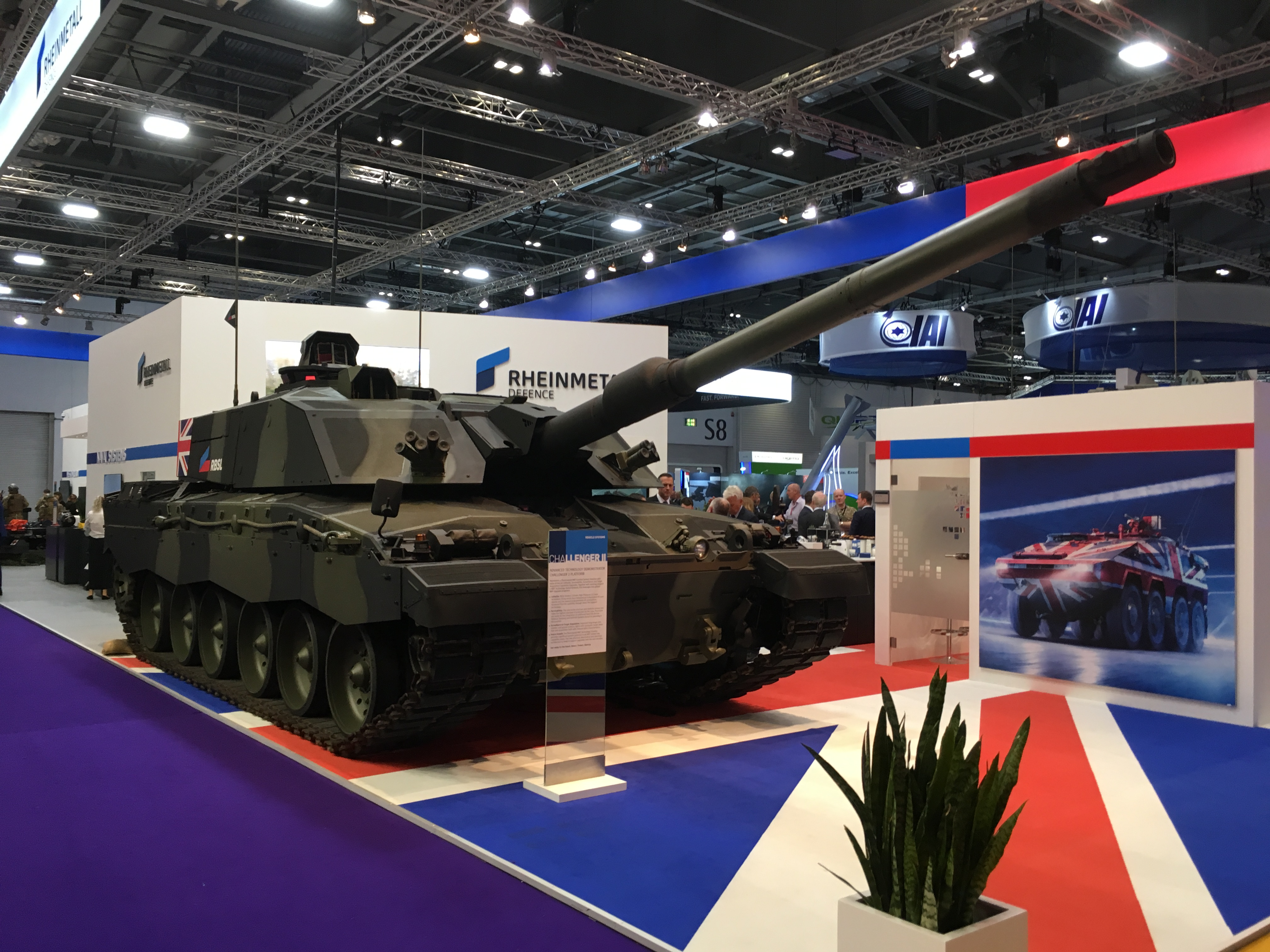
«Челленджер 2» на виставці DSEI-2019

### Офіційні сайти
- Офіційний сайт DSEI [Архівовано 24 квітня 2022 у Wayback Machine.]
- Clarion Events [Архівовано 18 вересня 2019 у Wayback Machine.]

### Протести проти DSEI
- Stop The Arms Fair [Архівовано 9 вересня 2019 у Wayback Machine.] co-ordinates actions against the arms fair
- Campaign Against Arms Trade Arms Fairs Campaign [Архівовано 15 жовтня 2019 у Wayback Machine.]